# Buitrago del Lozoya
Buitrago del Lozoya er en by og kommune i det centrale Spanien i Madrid-regionen. Den har et indbyggertal på 1.973 (2024) indbyggere.